# فرودگاه اتوود
فرودگاه اتوود (به انگلیسی: Atwood Airport) یک فرودگاه خصوصی است . این فرودگاه در کشور کانادا قرار دارد و در ارتفاع ۳۷۶ متری از سطح دریا واقع شده‌است.